# Rafiddias Akhdan Nugroho
Rafiddias Akhdan Nugroho (* 23. Januar 1996 in Jakarta) ist ein indonesischer Badmintonspieler. 

## Karriere
Rafiddias Akhdan Nugroho startete bei der Badminton-Juniorenweltmeisterschaft 2012 im Herrendoppel, wobei er gemeinsam mit Kevin Sanjaya Sukamuljo Rang neun belegen konnte. Beim Indonesia Open Grand Prix Gold 2012 scheiterte er im Doppel in Runde eins, bei der Indonesia Super Series 2012 in der Qualifikation. Bei den Tangkas Specs Junior Challenge Open Badminton Championships 2012 stand er im Finale des Doppels, bei den Maybank Malaysia International Youth U19 Badminton Championships 2012 im Viertelfinale. Bei den Vietnam International 2013 belegte er Rang fünf.